# Шевчук, Андрей Владимирович
Андре́й Влади́мирович Шевчу́к (укр. Андрій Володимирович Шевчук; 12 августа 1985, Коростень, Житомирская область) — украинский футболист, нападающий. Мастер спорта международного класса.

## Биография

### Клубная карьера
Его отец также играл в футбол, но на любительском уровне. Андрей часто наблюдал за тренировками своего старшего брата Дмитрия, а позже стал сам играть в футбол. В шесть лет начал заниматься футболом, первый тренер Анатолий Журавский. С 1999 года по 2002 год играл в ДЮФЛ за житомирское «Полесье».
С 2003 года по 2004 год играл в любительском чемпионате и Кубке Украины за «Коростень». В 19 лет он поехал на просмотр в херсонский «Кристалл», куда его пригласил Владимир Бондарчук. Весной 2005 года подписал контракт с командой. 7 апреля 2005 года дебютировал во Второй лиге Украины в выездном матче против «Электрометаллурга-НЗФ». Всего в сезоне 2004/05 Шевчук сыграл 7 матчей и забил 1 гол, «Кристалл» по итогам турнира занял 2-е место во Второй лиге.
Летом 2005 года он побывал на просмотре в симферопольской «Таврии», где тренером был Олег Федорчук. Один день он тренировался с основной командой, а после его отправили в дубль. Вскоре он узнал что клуб «Севастополь» возглавил бывший тренер «Кристалла» Сергей Пучков и он перешёл в стан команды. Вместе с командой становился бронзовым призёром и победителем Второй лиги. В команде он стал одним из лучших игроков, его также сравнивали с Владимиром Гоменюком. В сезоне 2009/10 «Севастополь» смог стать победителем Первой лиги Украины и выйти в Премьер-лигу. В Премьер-лиге дебютировал 9 июля 2010 года в выездном матче против луганской «Зари» (0:0). После того как «Севастополь» стал играть в Премьер-лиге, Шевчук потерял место в основном составе.
Летом 2013 года перешёл в запорожский «Металлург». В июне 2015 года покинул «Металлург».
2 марта 2016 года стал игроком «Тернополя». В сентябре 2016 года покинул клуб и перешёл в «Крымтеплицу» выступающую в чемпионате Крыма. В феврале 2017 года перешел в клуб «Горняк-Спорт» выступающим в Первой лиге Украины, ставший последним профессиональным клубом в карьере Шевчука.

### Карьера в сборной
Шевчук становился победителем двух летних Универсиад, в 2007 в Таиланде, а в 2009 в Сербии. После победы на универсиаде в Таиланде он был награждён званием — мастер спорта международного класса.

## Достижения
- Победитель Первой лиги Украины: 2009/10
- Победитель Второй лиги Украины: 2006/07
- Серебряный призёр Второй лиги Украины: 2004/05
- Бронзовый призёр Второй лиги Украины: 2005/06
- Победитель Летней Универсиады (2): 2007, 2009

## Государственные награды
- Медаль «За труд и победу» (06.09.2007)[9]